# Anna Terruwe
Anna Alberdina Anthoinetta Terruwe (Vierlingsbeek, 19 augustus 1911 - Deurne, 28 april 2004) was een katholieke Nederlandse psychiater die landelijk bekend werd om de door haar ontwikkelde bevestigingsleer.

## Levensloop
Dr. dr.h.c. Anna Terruwe werd geboren als dochter van koopman Johannes Th. Terruwe (1885-1950) en diens echtgenote Catharina Th.E.H. Korbmacher (1881-1969), een verloskundige. In 1913 werd haar broer geboren, de latere priester Johannes E.A. Terruwe († 1989).
In 1921 verhuisde het gezin van Vierlingsbeek naar Deurne, waar de familie te midden van welgestelde families in een herenhuis aan de Stationslaan ging wonen. In dit huis zou Anna Terruwe tot haar dood blijven wonen. Zij was de overbuurvrouw van de industrieel Lambertus te Strake. Haar beide grootmoeders woonden eveneens in Deurne. Anna zelf bleef ongetrouwd en kinderloos.
Tussen 1923 en 1929 verbleef Anna Terruwe in Eindhoven. In 1930 vertrok ze naar Utrecht om daar geneeskunde te gaan studeren. Na voltooiing van deze studie specialiseerde ze zich vanaf 1939 in Voorburg en Nijmegen als zenuwarts. Eind 1945 opende ze een eigen psychiatrische praktijk in Nijmegen; eind 1949 promoveerde ze te Leiden op een proefschrift op thomistische grondslag over de neurose. Haar ideeën over de zg. "frustratieneurose" leidden haar ten slotte tot haar "bevestigingstherapie" en "bevestigingsleer". Bij dit alles zag ze zichzelf nadrukkelijk als een Rooms-katholieke psychiater.

## Affaire-Terruwe
Met haar bevestigingsleer kwam Terruwe in botsing met de Katholieke Kerk. Zij zou religieuzen met seksuele problemen hebben geadviseerd om zelfbevrediging toe te passen, volgens de katholieke leer een zonde. Het werd door ingrijpen van Rome aan priesterstudenten verboden nog langer 'katholieke vrouwelijke psychiaters' (dat wil zeggen Terruwe) te bezoeken. In 1965 werd ze gerehabiliteerd; eerst door kardinaal Bernardus Alfrink, later ook door het Vaticaan zelf.
Haar inspirator, de Nijmeegse pater redemptorist, rechtsgeleerde en moraaltheoloog prof. Willem Duynstee werd naar Rome verbannen, maar mocht later naar Nederland terugkeren. Duynstee overleed echter plotseling in 1968. Terruwe is meer dan eens door Paulus VI in privé-audiëntie ontvangen. Bij haar dood wijdde de Osservatore Romano lovende aandacht aan de hoogbejaarde psychiater en haar bevestigingsleer.
Terruwe heeft in haar tijd sterk geleden onder de jaren van wantrouwen en afwijzing door Rome. In kleine kring verspreidde zij haar boekje Opening van zaken. Zij was verbaasd dat het boekje de weg naar de media vond. Desondanks bleef zij een solide supporter van de Kerk. Zij ging niet mee met degenen in de Kerk die in zaken als het priestercelibaat of de geboortebeperking tegen de katholieke leer ijverden.

## Na haar dood

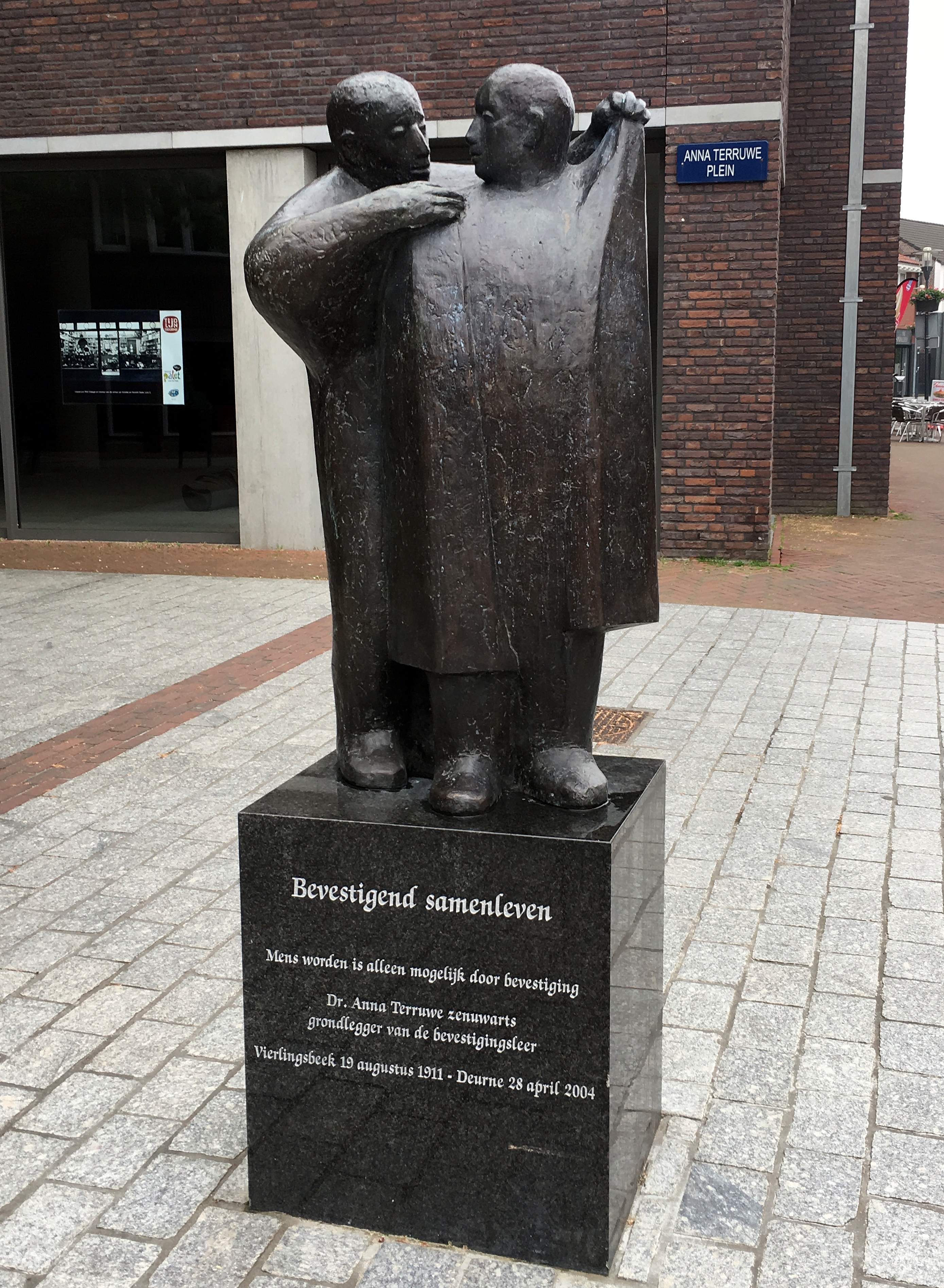
"Bevestigend Samenleven" door Britt Wikstrom aan het Dr. Anna Terruweplein.

Vlak na haar dood kwam de bundel Bevestiging - erfdeel en opdracht, Anna Terruwe uit, onder redactie van de Vlaamse priester prof. Herman Vekeman (Grimminge, 19 december 1938), bij de uitgeverij Damon in Eindhoven, waar vele sympathisanten aan meewerkten. Terruwe groeide uit tot een goeroe, met enerzijds grote bewonderaars en anderzijds mensen die niets van haar moesten hebben.
De Radboud Universiteit Nijmegen stelde in 2006 de Anna Terruwe-prijs in voor scripties over de bevestigingsleer.
Op 13 september 2008 werd in de Sint-Willibrorduskerk in Deurne een gedenkteken voor haar onthuld op initiatief van de werkgroep Terruwe Gedenkteken en het bestuur van de dr. Anna Terruwe Stichting. In oktober 2010 volgde de onthulling van een beeld en de onthulling van de straatnaam Dr. Anna Terruweplein in het centrum van het dorp.